# J9シリーズ
『J9シリーズ』（ジェイナイン・シリーズ）は、1981年10月から1984年1月までの約2年3か月の間、テレビ東京系で放送された国際映画社の製作によるテレビアニメシリーズ全3作の総称。

## 概要
3作品共に「J9」と名乗るチームが登場するため、こう呼ばれている。各作品は同じ世界の物語であり、第2作は第1作の600年後、第3作は第2作の200年後が舞台。いずれもモチーフとする話があり、「ロボットアニメ版○○」とも呼ばれていた。3作品の主人公達の声を塩沢兼人、曽我部和行、麻上洋子、森功至らが共通して当てている。
主題歌の作曲は全作とも山本正之が担当。アイキャッチには楽器を演奏するJ9メンバー（いずれも塩沢兼人キャラ）が描かれている（『銀河旋風ブライガー』はブラスター・キッドがダブルネックエレキギター、『銀河烈風バクシンガー』はビリー・ザ・ショットがショルダーキーボード、『銀河疾風サスライガー』は抜きうちロックがハーモニカをそれぞれ演奏）。
タイトルの由来は、シリーズ原案とシリーズ構成を務めた脚本家の山本優が、当時ソニーから発売されていたベータマックスのビデオデッキSL-J9が欲しかったが、高価なため買えなかったことから命名されたという。

## シリーズ作品
- 銀河旋風ブライガー（1981年10月6日 - 1982年6月29日・全39話） - シリーズ第1作。モチーフは必殺シリーズ。
- 銀河烈風バクシンガー（1982年7月6日 - 1983年3月29日・全39話） - シリーズ第2作。モチーフは新撰組。
- 銀河疾風サスライガー（1983年4月5日 - 1984年1月31日・全43話） - シリーズ第3作。モチーフは八十日間世界一周。

## 小説
- 銀河旋風ブライガー - ソノラマ文庫刊、山本優著。テレビ版最終話以降、太陽系外に出て行ったJ9のストーリー。

## 関連作品
J9 ETERNAL SPECIAL
1993年にJ9シリーズのLD-BOX発売を記念して発売された主題歌集。音楽担当の山本正之による新アレンジのセルフカバーであるほか、シリーズを総括した新曲「J9シティでなげキッス」が収録されている。
銀河神風ジンライガー
J9シリーズの原案・シリーズ構成を担当した山本優が2014年に発足した「GDWプロジェクト」により制作を進めていた作品。モチーフは水滸伝。J9シリーズの版権を保有している国際映画社は制作に関与していないためにJ9シリーズには含まれないが、キャラクター、ストーリーはオリジナル性の強いJ9テイストと紹介している。当初は2016年のアニメ化を目標に掲げていたが2018年11月に山本が急逝。これに伴い2019年9月18日にプロジェクトチームの解散が発表された。
上記のほか、シリーズとは直接関係が無いが、山本正之がJ9シリーズへのオマージュとして以下の作品を発表している。
銀河熱風オンセンガー
山本が自身のファンクラブの会報誌「檸檬倶楽部」で連載していた小説。J9シリーズとは繋がりは無いが、山本優の公認で書かれている。巨大ロボ「オンセンガー」がイメージ画として描かれているが、実際には登場しない。ソニー・マガジンズ文庫AXより全1巻（ISBN 4-7897-1452-7）で刊行。
また、主題歌が山本のアルバム『山本正之'88』に収録。歌の冒頭には『銀河旋風ブライガー』の主題歌をイメージした「語り」（声：鈴置洋孝）が挿入されている。曲の内容は病気と温泉治療。
銀河シャンプーリンスガー
『銀河熱風オンセンガー』のヒロイン、三浦たおるのテーマソング。こちらも山本自身による「語り」が挿入されており、髪の扱いとカットの大切さを歌っている。
銀河無責任タイラーガー
テレビアニメ『無責任艦長タイラー』におけるドラマCD「ICHIRENTAKUSHOU」のイメージソング。コード進行が『銀河旋風ブライガー』の主題歌と同じになっており、パロディ色の強いドラマCDに相応しい内容になっている。